# 小行星8248
小行星8248（英語：8248 Gurzuf）是一颗围绕太阳公转的小行星。1979年10月14日，尼古拉·切爾尼赫在克里米亚发现了此天体。
这颗小行星的绝对星等为195.600275748959等。